# Diego Biseswar
Diego Biseswar (Ámsterdam, Países Bajos, 8 de marzo de 1988) es un futbolista surinamés que juega de centrocampista en el SteDoCo de la Derde Divisie.

## Selección nacional
Fue internacional con la selección de Países Bajos sub-21 en 6 ocasiones anotando 3 goles. En enero de 2021 decidió que en categoría absoluta jugaría con Surinam.

## Clubes
| Club                      | País         | Año       | Partidos | Goles |
| ------------------------- | ------------ | --------- | -------- | ----- |
| Feyenoord                 | Países Bajos | 2005-2012 | 105      | 12    |
| Heracles Almelo (cedido)  | Países Bajos | 2006-2007 | 26       | 4     |
| De Graafschap (cedido)    | Países Bajos | 2008      | 11       | 0     |
| Kayserispor               | Turquía      | 2012-2016 | 134      | 21    |
| PAOK de Salónica F. C.    | Grecia       | 2016-2023 | 251      | 27    |
| Apollon Limassol (cedido) | Chipre       | 2021      | 15       | 3     |
| SteDoCo                   | Países Bajos | 2024-     |          |       |

## Palmarés

### Campeonatos nacionales
| Título              | Club                   | País   | Año  |
| ------------------- | ---------------------- | ------ | ---- |
| Copa de Grecia      | PAOK de Salónica F. C. | Grecia | 2017 |
| Copa de Grecia      | PAOK de Salónica F. C. | Grecia | 2018 |
| Superliga de Grecia | PAOK de Salónica F. C. | Grecia | 2019 |
| Copa de Grecia      | PAOK de Salónica F. C. | Grecia | 2019 |